# Isoplenodia arabukoensis
Isoplenodia arabukoensis is een vlinder uit de familie spanners (Geometridae). De wetenschappelijke naam van deze soort is voor het eerst geldig gepubliceerd in 2010 door Sihvonen & Staude.
De soort komt voor in tropisch Afrika.